# 삽량초등학교
삽량초등학교는 대한민국 경상남도 양산시에 있는 초등학교다.

## 연혁
- 2004. 03. 02 삽량초등학교 설치조례 확정
- 2004. 09. 01 삽량초등학교 개교 - 중부초등학교에서 분리 17학급 편성(299명)
- 2004. 10. 15 개교기념식 및 삽량 한마당 잔치
- 2006. 03. 01 신양초등학교 분리(352명)
- 2010. 12. 01 학교평가 우수학교 선정
- 2010. 12. 13 학력향상 우수학교 선정
- 2010. 12. 17 1교 1특성화 우수학교 선정
- 2011.03.01~2012.02.29 경상남도교육청지정 연구학교 운영(학습방법의 학습)
- 2012.03.01~2013.02.28 경상남도교육청지정 정책연구학교 운영(교실수업방법개선)
- 2015. 02. 17 제11회 졸업식(졸업생 수 총 2,266명)
- 2015. 03. 01 47(2)학급 편성(1,221명)
- 2017년 2월 16일 : 제13회 졸업 (180명, 총 졸업생 2,643명)
- 2017년 3월 1일 : 45(2) 학급 편성 (1,084명)